# The British Bulldogs
The British Bulldogs (en inglés «Los bulldogs británicos») fueron un equipo de lucha libre profesional compuesto por los primos Davey Boy Smith y Dynamite Kid (Tom Billington). Compitieron a lo largo de la década de 1980 en Gran Bretaña, América del Norte y Japón.

## Antecedentes
Tom Billington (Dynamite Kid) y David Smith (Davey Boy Smith) fueron primos hermanos de la ciudad de Wigan, Lancashire, en el Reino Unido. El padre de Tom, Billy Billington, era el hermano de la madre de Davey Boy, Joyce Billington Smith. En la década de 1970, Dynamite Kid y Davey Boy Smith comenzaron sus carreras en Gran Bretaña. Los dos pronto fueron invitados a unirse a Stampede Wrestling en Canadá por el buscador de talentos Bruce Hart. Dynamite Kid fue primero a Canadá e hizo un impacto en Stampede con su estilo de lucha técnica fluida, y tuvo un feudo con su futuro cuñado, Bret Hart. Davey Boy Smith llegó a Stampede a principios de los años ochenta. Durante su tiempo juntos en Stampede, Dynamite y Davey Boy comenzaron un feudo cuando Dynamite provocó a Smith al decir que era «un bebé de probeta».

## Historia

### Historia temprana (1984)
El feudo Dynamite/Davey Boy continuaría en New Japan Pro-Wrestling, donde se involucraron en una contienda de tres bandos que también involucró a The Cobra por el Campeonato Mundial Peso Pesado Junior de la NWA. Después de que resolvieron el feudo, los dos comenzaron a formar un equipo como los British Bulldogs en NJPW y Stampede Wrestling. En marzo de 1984, los Bulldogs ganaron el Campeonato Internacional en Parejas de Stampede por primera vez. En 1984, los dos dejaron NJPW para ir a su compañía rival, All Japan Pro Wrestling, cortando efectivamente todos sus vínculos con New Japan por el resto de sus carreras.

### World Wrestling Federation (1984-1988)
En 1984, Vince McMahon compró Stampede Wrestling. La compra significó que los British Bulldogs se unieron a la World Wrestling Federation junto con el cuñado de Smith, Bret Hart y Jim Neidhart, con quien Bret hacía equipo como The Hart Foundation. Inicialmente, los Bulldogs aún viajaban a AJPW, pero poco después se convirtieron en exclusivos de la WWF. Aunque las dos estrellas británicas lucharon principalmente entre sí en Stampede Wrestling, con Billington como villano y Smith como héroe, McMahon, el dueño de la WWF, decidió hacerlos solo como un equipo.
El primer feudo de The British Bulldogs, y probablemente el más conocido, fue con The Hart Foundation, a quien conocían desde sus días en Stampede, y así pudieron producir una serie de combates destacados que ayudaron a elevar a ambos equipos en la WWF. El siguiente gran feudo de los Bulldogs fue con los Campeones Mundiales en Parejas de la WWF, The Dream Team de Greg Valentine y Brutus Beefcake. Los Bulldogs lucharon contra Valentine y Beefcake por casi un año, acercándose pero nunca ganando los títulos en parejas. El escenario estaba listo para un combate final por los títulos en WrestleMania 2. Con Captain Lou Albano y Ozzy Osbourne en su esquina, el dúo ganó los Campeonatos Mundiales en Parejas de la WWF.
Los Bulldogs continuaron su enemistad con The Dream Team y también defendieron regularmente los títulos contra el exequipo campeón de The Iron Sheik & Nikolai Volkoff. En diciembre de 1986, Dynamite Kid sufrió una grave lesión en la espalda durante un combate en Hamilton, Ontario, lo que lo obligó a abandonar el ring por un período de tiempo más prolongado (durante este período Davey Boy Smith defendería los títulos con varios compañeros de reemplazo). El 26 de enero de 1987, los British Bulldogs perdieron los títulos ante The Hart Foundation en un combate que vio a Dynamite Kid tan debilitado que Davey Boy Smith lo llevó al ring y vio poca acción física después de ser «eliminado» por un golpe del megáfono del mánager de The Hart Foundation, Jimmy Hart, incluso antes de entrar al ring. El árbitro, "Dangerous" Danny Davis, permitió a ambos miembros de The Hart Foundation atacar continuamente al mismo tiempo a Davey Boy para obtener la victoria (mientras seguía «revisando» a Dynamite, dejando que continuara el ataque). El combate se emitiría el 7 de febrero en WWF Superstars of Wrestling.
Después de que se les dio un tiempo para recuperarse, los Bulldogs regresaron al ring para continuar su feudo con The Hart Foundation y Davis (quienes, en storyline, hizo trampa para ayudar a la Fundación Hart a ganar el título). Los equipos se reunieron en WrestleMania III, donde los Bulldogs se unieron a Tito Santana para enfrentarse al trío. Los Hart y Davis ganarían el combate después que Davis golpeara a Smith con el megáfono de Jimmy Hart detrás de la espalda del árbitro y lo cubrió para la victoria.
Hacia el final del reinado del título de los Bulldogs, se les había dado una perra bulldog llamado Matilda, que los acompañaría al ring. Matilda fue fundamental en el feudo de los Bulldogs con The Islanders (Haku & Tama), quienes junto con su mánager Bobby "The Brain" Heenan la «secuestraron». Después de rescatar a Matilda, los Bulldogs se asociaron con Koko B. Ware (y su loro «Frankie») en un combate de seis hombres contra The Islanders y Bobby Heenan en WrestleMania IV. El combate terminó con una derrota cuando Heenan cubrió a Koko para el conteo de 3. Luego los Bulldogs tuvieron un feudo con The Rougeau Brothers (Jacques & Raymond), que incluyó una lucha en el primer combate en el SummerSlam inaugural en el Madison Square Garden que terminó en un límite de tiempo (20 minutos).
El último evento de los Bulldogs fue en Survivor Series 1988. Lucharon en un combate por eliminación de veinte hombres (10 equipos) que se destacó por el hecho de que Mr. Fuji se volvió contra su equipo, los Campeones Mundiales en Parejas Demolition (Ax & Smash) y se unió a sus rivales The Powers of Pain (The Barbarian & The Warlord) en un doble cambio con Demolition volviéndose face y The Powers of Pain volviéndose heel. The Powers of Pain ganaron el combate eliminando al equipo heel Los Conquistadores, dando así a su equipo (que incluía a los Bulldogs, que habían sido eliminados anteriormente cuando Smash cubrió a Dynamite) la victoria.
Los Bulldogs abandonaron la WWF después de bromas y altercados tras bastidores con The Rougeau Brothers, lo que llevó a Jacques Rougeau a sacarle varios dientes a Dynamite con un puñetazo (Rougeau llevaba un puñado de monedas en el puño para hacer el golpe más duro). El propio Billington, sin embargo, ha afirmado que el incidente de Rougeau no fue la gota final que lo llevó a abandonar el WWF. Más bien, dijo, fue una disputa con la gerencia de WWF sobre la emisión de boletos de avión de cortesía, por los cuales renunció a la compañía por principio y, para su sorpresa en retrospectiva, Smith siguió su ejemplo.

### Stampede Wrestling y All Japan Pro Wrestling (1988-1990)
Después de abandonar WWF, los Bulldogs regresaron a su antiguo hogar en Stampede Wrestling y también reanudaron sus giras con All Japan Pro Wrestling, donde tuvieron un éxito moderado como equipo en parejas, pero los años de abuso de esteroides, que los hizo demasiado grandes fisiológicamente, y la lesión en la espalda de Dynamite Kid de años anteriores había hecho que sus movimientos previamente excitantes fueran más limitados. Tuvieron feudos con los Cuban Commandos y Karachi Vice en Stampede y ganaron los Campeonatos Internacionales en Parejas por segunda vez el 12 de diciembre de 1988.
Después de perder los títulos ante Karachi Vice el 30 de diciembre de 1988, Dynamite Kid se involucró en un feudo con Johnny Smith en febrero de 1989, luego de que Johnny interfiriera y atacara a Dynamite, antes de cortar su cabello. En mayo de 1989, los Bulldogs se separaron en Stampede, pero siguieron siendo un equipo en AJPW a pedido del presidente de la promoción Giant Baba. En Stampede, los Bulldogs se pelearon entre sí, con Dynamite formando The British Bruisers con Johnny Smith y Davey Boy Smith formando un equipo con un joven Chris Benoit.
En septiembre de 1990, Davey Boy Smith retiró abruptamente a los Bulldogs de la World's Strongest Tag Determination League de AJPW, regresando a la WWF y confeccionando para la oficina de All Japan que Dynamite tuvo un grave accidente automovilístico y no podía competir. Dado que Davey Boy Smith había registrado el término «The British Bulldog» durante el período anterior de los Bulldogs en la WWF, decidió regresar a la WWF como The British Bulldog y enviaría personas al Reino Unido para avisar al promotor cada vez que un volante se distribuyera promocionando a Dynamite Kid como un «British Bulldog». Como resultado de estas acciones, Dynamite despreció apasionadamente a Smith durante mucho tiempo. Johnny Smith terminaría tomando el lugar de Davey Boy Smith en la World's Strongest Tag Determination League, y el dúo (conocido como The British Bruisers) continuó compitiendo en All Japan Pro Wrestling. El dúo logró capturar el Campeonato en Parejas de Asia, pero la asociación duró poco; los años de abuso de esteroides, el uso de un estilo de alto impacto y el uso de cocaína eventualmente alcanzaron a Dynamite Kid, y éste anunció repentinamente su retiro el 6 de diciembre de 1991, aunque hizo una reaparición ocasional y luchó su último partido el 10 de octubre de 1996.
Después de la ruptura del equipo de The British Bulldogs, Davey Boy Smith luchó por la World Wrestling Federation (WWF) desde 1990–1992, 1994–1997 y 1999–2000, y por World Championship Wrestling (WCW) en 1993 y 1998.
Davey Boy Smith murió de un ataque cardíaco el 18 de mayo de 2002 a la edad de 39 años, mientras que Dynamite Kid estuvo en silla de ruedas desde agosto de 1997, y falleció el 5 de diciembre de 2018 en su 60 cumpleaños.

## En lucha
- Movimientos finales
  - Modified rocket launcher (Smith realiza un Gorilla press drop en Dynamite Kid, para que pueda realizar un diving headbutt)[7]
- Movimientos de firma
  - Double headbutt[7]
- Mánagers
  - Lou Albano[8]

## Campeonatos y logros
- All Japan Pro Wrestling
  - World's Strongest Tag Determination League Fighting Spirit Award (1984, 1985)[9][10]
- Pro Wrestling Illustrated
  - Situados #5 en los 100 mejores equipos en parejas de los "PWI Years" en 2003
- Stampede Wrestling
  - Stampede International Tag Team Championship (2 veces)
- World Wrestling Federation
  - WWF World Tag Team Championship (1 vez)[11]
- Wrestling Observer Newsletter
  - Mejor movimiento de lucha libre (1984) Power clean dropkick
  - Equipo del año (1985)

## Lectura adicional
- Foley, Mick (2000). Have A Nice Day: A Tale of Blood and Sweatsocks. HarperCollins. p. 768. ISBN 0-06-103101-1.

- Datos: Q2268808